# Dominykas Stenionis
Dominykas Stenionis (Kaunas, 3 luglio 2002) è un cestista lituano.

## Carriera

### Nazionale
Con la Lituania under 20 ha vinto la medaglia d'argento agli Europei del 2022.